# Scott Brayton
Scott Brayton, född den 20 februari 1959 i Coldwater, Michigan, USA, död den 17 maj 1996 i Indianapolis, Indiana, USA, var en amerikansk racerförare.

## Racingkarriär
Brayton gjorde sin debut i CART 1981 med sitt eget team. Hans första säsonger gav inga toppresultat, och inte heller några säsonger i Hemelgarn Racing gav några resultat för Brayton. Hans bästa period kom med Dick Simon Racing, där han slutade tolva i mästerskapet 1991, vilket han följde upp med karriärens enda pallplacering 1992 på Milwaukee Mile. Han chockerade sedan CART-världen genom att ta pole position för Indianapolis 500 1995 med Team Menard, men han föll tillbaka till en sjuttondeplats i tävlingen. Året därpå tävlade han med samma team i den nybildade Indy Racing League, och tog återigen pole för Indy, men under ett träningspass efter polesessionen förlorade han kontrollen över bilen, efter att ha råkat ut för en punktering, och kraschen orsakade Braytons död.